# Wyższa Szkoła Sztuki i Projektowania w Łodzi
Wyższa Szkoła Sztuki i Projektowania w Łodzi (WSSiP) – niepaństwowa szkoła wyższa w Łodzi.
Wyższa Szkoła Sztuki i Projektowania w Łodzi powstała w kwietniu 1998 roku (uruchomiona decyzją Ministra Edukacji Narodowej numer rej.139). Od 1999 do 2004 roku uczelnia mieściła się przy ul. Pomorskiej 163/165 w Łodzi. W latach 1999–2001 kształciła studentów na poziomie licencjackim. Od 2001 kształci na poziomach licencjackim i magisterskim.
W kwietniu 2004 uczelnia przeniosła swoją siedzibę do dawnej Centrali Handlowej Karola Scheiblera z XIX wieku. Wyższa Szkoła Sztuki i Projektowania kształci na studiach I (licencjackie) i II stopnia (magisterskie uzupełniające) oraz na jednolitych magisterskich (studia filmowe i fotografia), a także podyplomowych na wszystkich prowadzonych i akredytowanych kierunkach i specjalnościach. Jest jedną z trzech wyższych szkół filmowych w Polsce wydających dyplom ukończenia studiów z tytułem magistra sztuki. W budynku szkoły znajduje się sala kinowa im. Henryka Kluby, wieloletniego rektora łódzkiej szkoły filmowej i wykładowcy na Wydziale Filmu i Fotografii WSSiP.

## Znani absolwenci
Małgorzata Gryniewicz (Reżyseria), Kamil Młyńczyk (Fotografia), Maciej Łazowski (Wzornictwo), Ewelina Żurawska (Wzornictwo), Lana Nguyen (Wzornictwo), Agata Całka (Wzornictwo), Stanisław Całka (Wzornictwo), Mikołaj Gospodarek (Fotografia), Sabrina Pilewicz (Wzornictwo), Rafał Zieliński (Wzornictwo), Katarzyna Ostapowicz (Wzornictwo), Maciej Blaźniak (Wzornictwo), Karolina Mabiki (Architektura), Julita Pasikowska (Film), Ewelina Mikulska-Ignaczak (Architektura), Konrad Laprus (Architektura), Tomasz Miłosz (Wzornictwo)

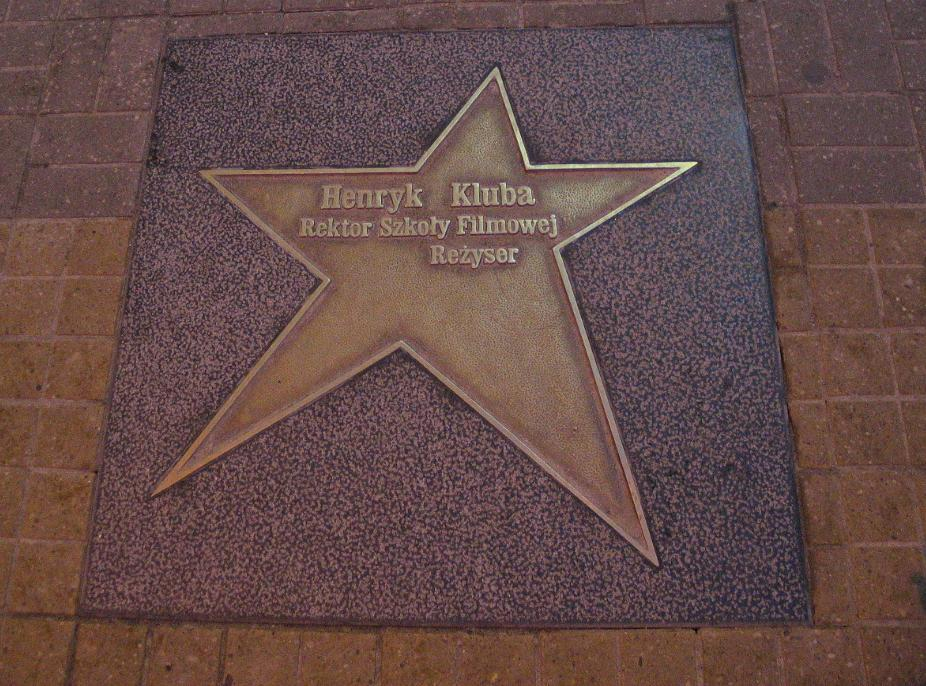
Gwiazda Henryka Kluby w łódzkiej Alei Gwiazd

## Kierunki kształcenia

### Wydział Architektury
- Katedra Architektury i Urbanistyki
  - Projektowanie domów jednorodzinnych i wielorodzinnych
  - Projektowanie budynków usługowych
  - Projektowanie budynków publicznych i obiektów specjalnego przeznaczenia
  - Urbanistyka domów jednorodzinnych, osiedli, kwartałów miasta i planowania przestrzennego
  - Rewitalizacja przestrzeni zurbanizowanej i obiektów architektonicznych
- Katedra Architektury Wnętrz
  - Projektowanie wnętrz domów jednorodzinnych i wielorodzinnych
  - Projektowanie wnętrz usługowych
  - Projektowanie wnętrz obiektów publicznych
  - Projektowanie rewitalizacji wnętrz zabytkowych
  - Projektowanie Wystaw, Targów i Scenografii
  - Projektowanie mebli
- Zakład Budownictwa i Konstrukcji
- Modelarnia

### Wydział Wzornictwa
- Katedra Projektowania Przemysłowego
  - Projektowanie zabawek, narzędzi, sprzętu powszechnego użytku, opakowań
  - Projektowanie mebli, sprzętu specjalistycznego, maszyn i urządzeń, środków transportu, typoszeregów i systemów wzorniczych
- Katedra Komunikacji Wizualnej
  - Projektowanie wydawnictw (prasa, książki, foldery itp.)
  - Projektowanie reklamy
  - Projektowanie ilustracji i książki artystycznej
  - Graficzne projektowanie opakowań
  - Projektowanie systemów informacji i identyfikacji graficznej
  - Projektowanie stron internetowych i grafiki multimedialnej
- Katedra Tkaniny i Ubioru
  - Projektowanie tkaniny przemysłowej
  - Projektowanie ubioru scenicznego i filmowego
  - Projektowanie ubioru kreacyjnego (moda)
  - Projektowanie ubioru konfekcyjnego
  - Projektowanie ubioru specjalnego przeznaczenia
  - Projektowanie obuwia i toreb
- Katedra Sztuki Przedmiotu i Warsztat Realizacji
  - Projektowanie i realizacja biżuterii
  - Projektowanie i realizacja galanterii metalowej
  - Projektowanie i realizacja przedmiotów unikatowych jak lampy, uchwyty itp.
  - Projektowanie tkaniny wnętrzowej
- Zakład Konstrukcji i Technologii Przemysłowych

### Wydział Realizacji Obrazu Filmowego, Telewizyjnego i Fotografia
- Katedra Sztuki Operatorskiej
  - Film dokumentalny i reportażowy
  - Formy fabularne
  - Film reklamowy
  - Animacja filmowa i zdjęcia specjalne
- Katedra Reżyserii
  - Reżyseria filmu reportażowego
  - Reżyseria filmu fabularnego
  - Reżyseria filmu reklamowego
  - Reżyseria form telewizyjnych
  - Montaż filmowy
- Katedra Fotografii
  - Fotografia dokumentalna i reportażowa
  - Fotografia reklamowa
  - Fotografia mody
  - Fotografia artystyczna
- Zakład Technologii Filmowej i Fotograficznej

### Studium Aktorskie przy Wydziale Filmu i Fotografii
- Emisja głosu i piosenki
- Interpretacja wiersza i prozy
- Sceny aktorskie
- Praca przed kamerą

### Inne kierunki
- architektura i urbanistyka + architektura wnętrz,
- formy przemysłowe + grafika projektowa (komunikacja wizualna)
- fotografia + grafika projektowa (komunikacja wizualna)
- projektowanie ubioru + fotografia,
- każdy kierunek prowadzony przez uczelnię + biżuteria i sztuka przedmiotu.

## Rektorzy
- od 1998: prof. Jerzy Derkowski
- od 2012: dr Piotr Cieciura

### Prorektorzy
- 2000–2012: prof. Mirosław Araszewski
- 2012–2019 dr Piotr Cieciura

## Policealna Szkoła Projektowania i Reklamy
Przy WSSiP działa Szkoła Projektowania i Reklamy. Policealne Studium Zawodowe w latach 1991–1999 mieściło się przy ul. Współzawodniczej 2 w Łodzi. W 2000 roku przeniosło swoją placówkę na ul. Pomorską 163/165.
Absolwentkami Szkoły Projektowania i Reklamy są tancerka i wokalistka Marta Wiśniewska oraz choreograf pokazów mody Katarzyna Sokołowska znana z III i IV edycji programu Top Model w TVN.